# Die Verurteilten

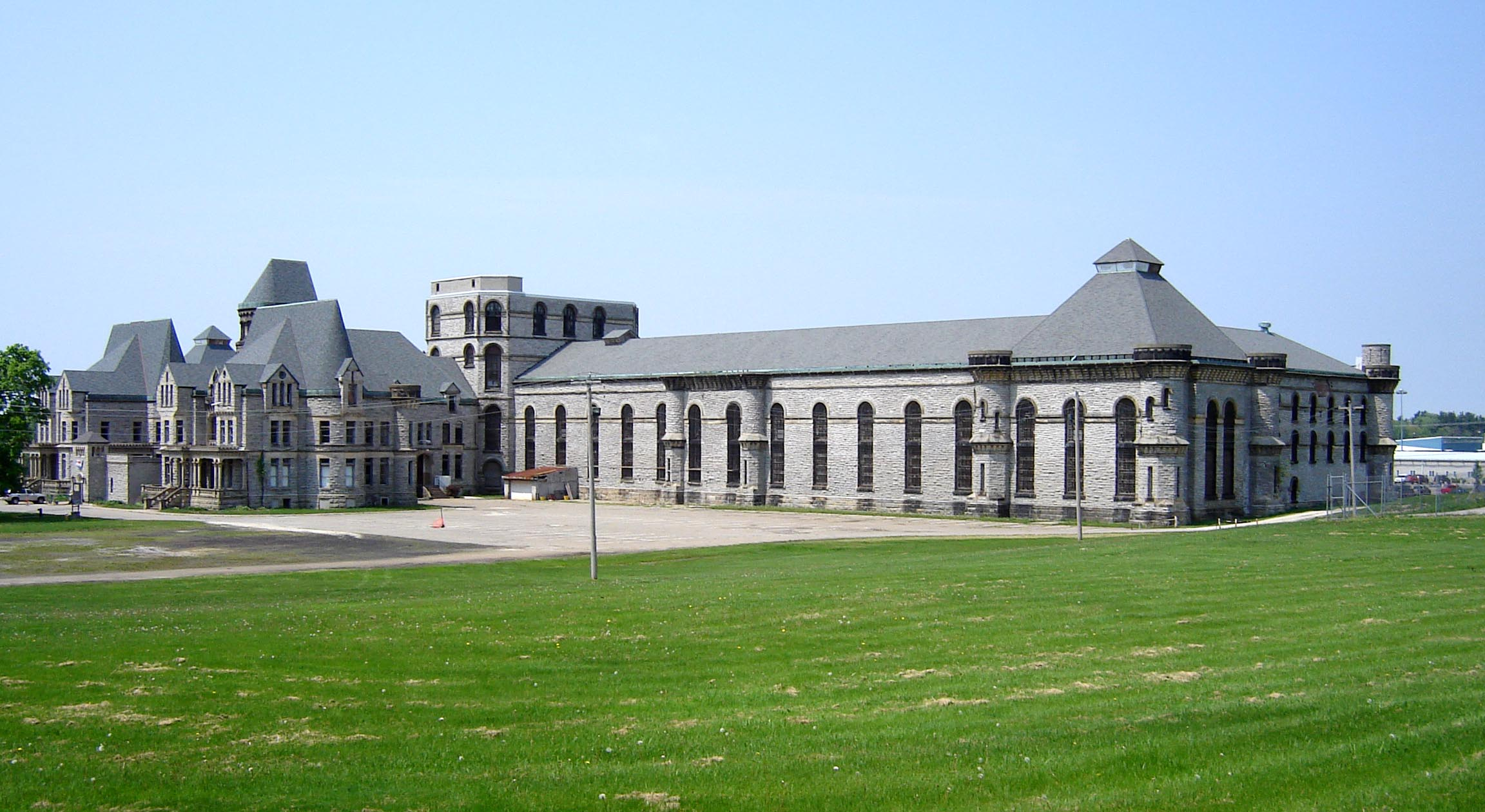
Das Ohio State Reformatory, ein ehemaliges Gefängnis in Ohio, diente als Kulisse für Außenaufnahmen und die Aufnahmen im Direktionsgebäude (2007)

Die Verurteilten (englisch The Shawshank Redemption ‚Die Shawshank-Erlösung‘) ist ein US-amerikanisches Filmdrama des Regisseurs Frank Darabont aus dem Jahr 1994 nach der Novelle Frühlingserwachen: Pin-up (Originaltitel Rita Hayworth and Shawshank Redemption) von Stephen King, das von dem unschuldig zu lebenslanger Haft verurteilten Andy Dufresne und dessen Freundschaft zu seinem Mithäftling Red handelt. In den Top 250 der IMDb-Nutzer belegt der Film seit 2008 ununterbrochen den ersten Platz.

## Handlung
1947 wird der Bankmanager Andy Dufresne anhand von Indizien wegen Mordes an seiner Frau und deren Liebhaber zu zweimal lebenslanger Haft verurteilt, obwohl er nicht vorbestraft ist und seine Unschuld beteuert. Die Strafe sitzt er in dem (fiktiven) Gefängnis von Shawshank in Maine ab.
Im Gefängnis lernt er unter anderem Red kennen, der schon lange wegen Mordes im Gefängnis sitzt und zu Recht den Ruf genießt, für einen Aufschlag von zumeist 20 Prozent alles Mögliche besorgen zu können. Andy sagt, er sei Hobby-Geologe, und bittet Red, ihm einen Geologenhammer (Steinhammer) zu besorgen. Vom Gefängnisdirektor Norton, der sich hart und unerbittlich gibt und wie ein König über die Insassen gebietet, wird Andy verhöhnt: Trost werde er in seiner Haftanstalt höchstens in der Bibel finden.
Zu den wenigen Höhepunkten im Leben der Häftlinge gehören Filmabende, bei denen sie z. B. einen ihrer Lieblingsfilme Gilda mit Rita Hayworth schauen und bei der Szene, in der sie ihr Haar zurückwirft, immer wieder aufs Neue in Verzückung geraten. Red soll Andy anschließend ein Pin-up-Poster von Rita Hayworth besorgen, das er in seiner Zelle aufhängt und das für ihn Hoffnung symbolisiert.
Als Andy 1949 mithört, wie der sadistische Aufseher Byron Hadley von seiner Erbschaft erzählt, bietet er ihm an, bei der Lösung seiner Probleme mit der zu erwartenden Erbschaftsteuer behilflich zu sein. Als Gegenleistung verlangt er nur Bier für seine Freunde. Hadley nimmt das Angebot an. Nachdem Andy wenig später von Mithäftlingen, die ihn vergewaltigen wollen, zusammengeschlagen worden ist, kommt er in die Krankenstation. Hadley schlägt daraufhin den Rädelsführer der Angreifer halb tot. Jetzt wissen die Sträflinge, dass Andy unter Hadleys Schutz steht und lassen ihn fortan in Ruhe.
Andy wird in die Gefängnisbibliothek versetzt, wo er den greisen Gefängnisbibliothekar Brooks Hatlen unterstützen soll. Der wahre Grund für seine Versetzung ist, dass die Aufseher ihn in Ruhe als Berater in finanziellen Angelegenheiten konsultieren wollen. Er macht z. B. deren Steuererklärungen. Seine Qualitäten in Steuersachen sprechen sich herum, und bald nehmen auch Mitarbeiter aus umliegenden Anstalten seine Hilfe in Anspruch. Durch stetige Anfragen an den Senat von Maine erhält Andy nach Jahren eine großzügige Bücher- und Geldspende und baut die Gefängnisbibliothek zu einer der besten des ganzen Landes aus. Außerdem gibt er Unterricht mit Abschlussprüfung zur Erlangung des GED (amerikanische Hochschulreife auf dem zweiten Bildungsweg).
Als Brooks Hatlen nach langer Haft aus dem Gefängnis entlassen wird, erhält er eine Stelle in einem Supermarkt. Da er sich nach einem halben Jahrhundert im Gefängnis in der Freiheit nicht mehr zurechtfindet, begeht er Selbstmord. Seine ehemaligen Mithäftlinge erfahren davon durch einen Abschiedsbrief.
Als Direktor Norton beginnt, öffentliche Aufträge durch seine Häftlinge ausführen zu lassen, und von konkurrierenden Bauunternehmern Bestechungsgelder erhält, da diese befürchten, aus dem Geschäft gedrängt zu werden, bekommt Andy den Auftrag, Nortons neue Einnahmen zu waschen. Andy erzählt Red, dass der Direktor, wenn er in Pension gehe, Millionär sein werde. Andy hat darüber hinaus für Nortons illegale Geschäfte einen fiktiven Strohmann, eine nur auf dem Papier existierende Person namens „Randall Stephens“ erschaffen, welcher sämtliche Konten gehören und die er auf dem Postweg mit allen nötigen Papieren ausgestattet hat.
Eines Tages berichtet der Häftling Tommy Williams, ein Neuzugang, dass ihm ein ehemaliger Zellengenosse namens Elmo Blatch in einer anderen Strafanstalt ein Verbrechen gestanden habe, dessen Umstände sehr stark jenem ähneln, das Andy begangen haben soll. Dabei habe Blatch erwähnt, dass seinerzeit an seiner Stelle der Ehemann des Opfers, ein Banker, für den Mord verurteilt worden sei. Somit stellt sich heraus, dass Andy tatsächlich unschuldig ist und durch Tommys Aussagen für ihn die Möglichkeit besteht, freizukommen. Andy versucht, Norton unter Berufung auf diesen Justizirrtum dazu zu bewegen, seinen Prozess neu aufrollen zu lassen, wobei er ihm verspricht, über die Geschäfte des Direktors völliges Stillschweigen zu bewahren. Norton weigert sich jedoch, weil er Andy und seine Geheimnisse im Gefängnis behalten und seinen begabten Buchhalter nicht verlieren will. Dadurch kommt es zum Streit mit dem Direktor, woraufhin Andy erst einen, dann einen weiteren Monat Einzelhaft in einer fensterlosen Zelle verbringen muss. In der Zwischenzeit lässt der Direktor den Entlastungszeugen Tommy von Hadley unter Vortäuschung eines Fluchtversuches erschießen, um Andy jede Chance auf eine Entlassung zu nehmen.
Als Andy aus der Einzelhaft entlassen wird, wirkt er gebrochen. Er spricht mit Red über seine Träume, über einen kleinen Ort in Mexiko am Pazifik, Zihuatanejo, wo er sich ein altes Boot kaufen möchte, um dieses zu renovieren, und von einem kleinen Hotel, das er betreiben wolle. Er nimmt Red das Versprechen ab – falls dieser je freikommen sollte –, nach Buxton, Maine, zu fahren, um dort in einer Steinmauer an einem einzelnen Baum nach einem schwarzen Stein zu suchen, unter dem er etwas finden werde. Red befürchtet daraufhin, Andy könnte wie Brooks Selbstmord begehen, was dadurch bestärkt wird, dass Andy sich ein langes Stück Seil besorgt hat. Die Information kommt allerdings zu spät, da Red wie alle anderen zum Zellenschluss hinein muss, ohne eine Chance zum Intervenieren zu haben.
Am nächsten Morgen ist Andy aber nicht tot, sondern spurlos aus seiner Zelle verschwunden. Direktor Norton tobt; niemand, auch nicht Red, weiß eine Antwort. Vor Wut wirft Norton Steine aus Andys Sammlung durch die Zelle. Einer davon durchschlägt ein einst ebenfalls von Red besorgtes Poster, das Raquel Welch zeigt, worauf ein mehrfaches Aufschlagen des Steines zu hören ist. Völlig überrascht reißt Norton das Poster von der Wand und entdeckt dahinter einen Tunnel: Andy hat mit seinem kleinen Geologenhammer über 19 Jahre hinweg heimlich einen über die Jahre von verschiedenen Postern mit einer berühmten Schauspielerin verdeckten, runden Fluchttunnel gegraben. Dieser führt aus seiner Zelle durch die dicke Wand und endet zwischen zwei Gefängnisgebäuden. Von dort führt ein 500 Yards (457,2 Meter) langes, dickes Abwasserrohr zu einem nahen Fluss und in die Freiheit. Den Schutt hatte Andy stets aus den Hosentaschen durch seine Hosenbeine bei Spaziergängen auf dem Gefängnishof unbemerkt verteilt. Andy wählte ein Gewitter als Zeitpunkt seines Ausbruchs, um nach dem Durchkriechen des engen Tunnels das Abwasserrohr mit einem schweren Stein ungehört einschlagen zu können. Danach gelangte er mit seinen wasserdicht verpackten Utensilien durch das Rohr nach draußen in die Freiheit.
Während die Polizei erfolglos nach ihm sucht, hebt Andy tadellos gekleidet unter der bereits lange zuvor erfundenen Strohmann-Identität Randall Stephens, des Konteninhabers, die Bestechungsgelder des korrupten Direktors in Höhe von 370.000 Dollar von diversen Banken ab und macht sich in einem roten Cabrio auf den Weg nach Mexiko. Vor seiner Abreise lässt er noch Informationen über die Verbrechen von Norton und Hadley an die örtliche Presse verschicken. Als die Polizei daraufhin im Gefängnis ankommt, um beide festzunehmen, muss Norton erkennen, dass Andy dessen blankgeputzte Schuhe und alle Unterlagen am Abend zuvor unbemerkt mitgenommen und gegen wertlose ausgetauscht hatte, die er im hinteren Hosenbund, von seiner Jacke verdeckt, mit sich trug, während Norton den Tresor öffnete. Der Direktor findet Andys alte Schuhe und im Tresor dessen Bibel, in deren Deckel sich folgende Widmung findet: „Lieber Herr Direktor, Sie hatten Recht, die Rettung liegt in der Bibel.“ Im Inneren, ab dem Buch Exodus – als Symbol für den Ausbruch –, ist das Versteck für das Werkzeug enthalten: Eine Aushöhlung im Umriss des Geologenhammers. Die Widmung ist eine ironische Anspielung auf die höhnischen Worte des Direktors, “Salvation lies within” (deutsch: „Darin findest du Erlösung“), nach Abschluss einer Zelleninspektion Jahre zuvor, mit denen er Andy dessen besagte Bibel mit dem nicht entdeckten Hammer durch die Gitterstäbe zurückreichte. Derart in die Enge getrieben – die Zeitung auf seinem Schreibtisch berichtet bereits über die Enthüllungen über das Shawshank-Gefängnis – erschießt sich Norton, kurz bevor die Polizei die Tür öffnen kann. Hadley wird festgenommen.
Der Stempel auf einer Postkarte ohne Text informiert Red wenige Tage später, dass Andy über die texanische Grenzstadt Fort Hancock die USA verlassen hat. Red kommt kurze Zeit später auf Bewährung frei und erhält wie Brooks eine Stelle im Supermarkt. Er übernachtet auch im selben Zimmer der Pension, in dem Brooks sich erhängt hat. Auch Red kommt anfangs nicht mit der neu gewonnenen Freiheit und Einsamkeit zurecht. Er denkt darüber nach, sich zu erschießen oder eine Straftat zu begehen, um so wieder ins Gefängnis zu kommen. Doch eines hält ihn am Leben: das Versprechen, diesen bestimmten Baum in Buxton an einer Feldsteinmauer zu finden und dort nach einem schwarzen, vulkanischen Stein zu suchen, wie es sonst dort keinen gibt. So macht sich Red per Anhalter auf den Weg, um diese Stelle zu suchen, und wird tatsächlich fündig: Unter dem besagten schwarzen Stein findet er eine Blechdose, welche Geld und einen Brief enthält, in dem Andy ihn einlädt, ihn in Mexiko aufzusuchen und ihm dabei zu helfen, eine neue, gemeinsame Existenz aufzubauen.
Red kehrt in sein Zimmer zurück, ritzt in den Deckenbalken, in den Brooks unmittelbar vor seinem Selbstmord “BROOKS WAS HERE” (deutsch: „Brooks war hier“) eingeschnitzt hatte, den Zusatz “SO WAS RED” (deutsch: „Red auch“) und macht sich auf die Reise, in der Hoffnung, nicht sofort von der Polizei wegen Verstoßes gegen die Bewährungsauflagen gesucht zu werden.
In der Schlussszene trifft Red am Pazifikstrand in Zihuatanejo, Mexiko, auf Andy, der gerade an einem alten Boot werkelt, und beide fallen sich in die Arme.

## Entstehungsgeschichte
| Figur                    | Darsteller     | Deutscher Sprecher   |
| ------------------------ | -------------- | -------------------- |
| Andy Dufresne            | Tim Robbins    | Tobias Meister       |
| Ellis Boyd „Red“ Redding | Morgan Freeman | Klaus Sonnenschein   |
| Samuel Norton            | Bob Gunton     | Ernst Meincke        |
| Heywood                  | William Sadler | Michael Christian    |
| Brooks Hatlen            | James Whitmore | Gerry Wolff          |
| Tommy Williams           | Gil Bellows    | Charles Rettinghaus  |
| Captain Byron Hadley     | Clancy Brown   | Klaus-Dieter Klebsch |
| Bogs Diamond             | Mark Rolston   | Tom Vogt             |
| Staatsanwalt             | Jeffrey DeMunn | Frank-Otto Schenk    |

Schauspieler Morgan Freeman erhielt als Erster das Rollenangebot, den Inhaftierten Red zu verkörpern. Nach seiner Zusage durfte er sich aus einer Liste an Schauspielern seinen Partner aussuchen, der im Film den Insassen Andy Dufresne darstellen soll. Freemans Wahl fiel schließlich auf Tim Robbins. Weitere Schauspieler, welche ebenfalls für die Rolle infrage kamen, waren Tom Hanks, Kevin Costner und Tom Cruise.
Ein bedeutender Drehort des Films war das ehemalige Gefängnis Ohio State Reformatory, das erst wenige Jahre vor den Arbeiten geschlossen wurde.
Der Film wurde bei der Magma Synchron in Berlin nach einem Dialogbuch und unter der Dialogregie von Joachim Kunzendorf vertont.

## Kritiken
Die Verurteilten erhielt ein sehr gutes Presseecho, was sich auch in den Auswertungen US-amerikanischer Aggregatoren widerspiegelt. So erfasst Rotten Tomatoes größtenteils wohlwollende Besprechungen und ordnet den Film dementsprechend als „Zertifiziert Frisch“ ein. Metacritic ermittelt aus den vorliegenden Bewertungen „Allgemeines Kritikerlob“. Und They Shoot Pictures, Don’t They? zählt den Film zu den 500 angesehensten Werken der Filmgeschichte.
In der IMDb erhielt der Film 9,3 von möglichen 10 Sternen bei 2,9 Millionen Nutzerwertungen (Stand: August 2024). Dort belegt er in der Liste der 250 beliebtesten Filme seit 2008 den ersten Platz als einer von nur sieben Filmen mit 9,0 oder mehr Sternen.

„Ein durch seine unspektakuläre Erzählweise beachtlicher Film; in der Konzentration auf die Schlusspointe aber über weite Strecken zu lässig.“

„Am Ende ist Die Verurteilten allerdings mit Sicherheit einer der besten Gefängnisfilme und außerdem eine ausgezeichnete Darstellung einer lebenslangen Freundschaft.“

„Das unkapriziöse, beeindruckende Spiel von Freeman und Robbins und das wunderbare Drehbuch von Regisseur Frank Darabont […] machen Die Verurteilten zu einem intelligenten, fesselnden Film.“

## Auszeichnungen
Der Film gewann folgende Preise:
- 1995: American Society of Cinematographers – Roger Deakins
- 1995: Camerimage – Roger Deakins
- 1995: Chlotrudis Awards als Bester Hauptdarsteller – Morgan Freeman
- 1995: Heartland Film Festival – Frank Darabont
- 1995: Humanitas-Preis – Frank Darabont
- 1995: USC Scripter Award – Frank Darabont, Stephen King
- 1996: Zwei Kinema Junpo Awards – Frank Darabont (Bester ausländischer Film)
- 1996: Mainichi Eiga Concours – Frank Darabont (Bester ausländischer Film)
- 1996: Japanese Academy Award – Bester ausländischer Film

Bei den Golden Globe Awards 1995 war Die Verurteilten in den Kategorien Bester Darsteller – Drama (Morgan Freeman) und Bestes Drehbuch nominiert – verlor jedoch gegen Forrest Gump (Bester Darsteller – Drama (Tom Hanks)) und Pulp Fiction (Bestes Drehbuch (Quentin Tarantino)).
Der Film wurde 1995 in sieben Kategorien, und zwar Bester Film, Bester Hauptdarsteller (Morgan Freeman), Bestes adaptiertes Drehbuch, Beste Kamera, Bester Schnitt, Bester Ton und Beste Filmmusik für den Oscar nominiert. Er musste sich jedoch dem Film Forrest Gump in vier Kategorien (Bester Film, Bester Hauptdarsteller (Tom Hanks), Bestes adaptiertes Drehbuch sowie Bester Schnitt) geschlagen geben; andere Filme (Legenden der Leidenschaft/Beste Kamera, Der König der Löwen/Beste Filmmusik und Speed/Beste Tonmischung) gewannen in den drei weiteren Kategorien.